# Сукачі (Корюківський район)
Сукачі — колишнє селище в Україні, Корюківському районі Чернігівської області. Підпорядковувалось Рейментарівській сільській раді.
Розташовувалося за 4 км на південний схід від Рейментарівки, на висоті 165 м над рівнем моря.
Хутори в районі Сукачів зафіксовані на картах 1850-х рр., та поселення оформилося як самостійне вочевидь у 1-й третині 20 ст.
Станом на 1985–1986 роки — нежитлове село. 29 квітня 1992 року Чернігівська обласна рада зняла село з обліку (в зв'язку з переселенням жителів).
Територія села поступово заростає лісом.